# Grammy Hall of Fame
Nagroda w kategorii Grammy Hall of Fame Award jest wyróżnieniem przyznawanym nagraniom, które w roku nadania mają co najmniej 25 lat oraz które wpłynęły na bieg muzycznej historii. Nagroda pierwszy raz została przyznana w 1973 roku.
Alfabetyczna lista tytułów:
- Lista nagród Grammy w kategorii Grammy Hall of Fame Award wyróżnieni A-D
- Lista nagród Grammy w kategorii Grammy Hall of Fame Award wyróżnieni E-I
- Lista nagród Grammy w kategorii Grammy Hall of Fame Award wyróżnieni J-P
- Lista nagród Grammy w kategorii Grammy Hall of Fame Award wyróżnieni Q-Z